# Peter Willemoes Becker
Peter Willemoes Becker, född 21 september 1808 i Köpenhamn, död där 5 april 1877, var en dansk historiker, systerson till Peter Willemoes.
Becker var 1839–1875 präst på landet. För arkivforskningar gjorde han 1836–1838
utländska resor, bland annat till Sverige, och nedlade frukten av dessa i Samlinger til Danmarks historie under kong Frederik III:s regjering (1847–1857). Hans mindre uppsatser utkom 1875–1876 i två band.